# Lombardia Trophy de 2013
Lombardia Trophy de 2013 foi a sexta edição do Lombardia Trophy, um evento anual de patinação artística no gelo. A competição foi disputada entre os dias 19 de setembro e 22 de setembro, na cidade de Sesto San Giovanni, Itália.

## Eventos
- Individual masculino
- Individual feminino
- Duplas

## Medalhistas
| Evento                        | Ouro                                            | Prata                                           | Bronze                                        |
| Sênior                        |                                                 |                                                 |                                               |
| Individual masculino detalhes | Alexander Majorov · Suécia                      | Christopher Caluza · Filipinas                  | Abzal Rakimgaliev · Cazaquistão               |
| Individual feminino detalhes  | Valentina Marchei · Itália                      | Sarah Hecken · Alemanha                         | Anais Ventard · França                        |
| Duplas detalhes               | Stefania Berton · Ondřej Hotárek · Itália       | Anastasia Martiusheva · Alexei Rogonov · Rússia | Katarina Gerboldt · Alexander Enbert · Rússia |
| Júnior                        |                                                 |                                                 |                                               |
| Individual masculino detalhes | Kevin Aymoz · França                            | Alexander Bjelde · Alemanha                     | Matteo Rizzo · Itália                         |
| Individual feminino detalhes  | Nadjma Mahamoud · França                        | Kailani Craine · Austrália                      | Minami Hanashiro · Alemanha                   |
| Duplas detalhes               | Julia Linckh · Konrad Hocker-Scholler · Ucrânia | Katharina Lesser · Viktor Kremke · Itália       | nenhum outro competidor                       |
| Noviço                        |                                                 |                                                 |                                               |
| Individual masculino detalhes | Marco Bozzuto · Itália                          | Nikolaj Majorov · Suécia                        | Aleix Gabara · Espanha                        |
| Individual feminino detalhes  | Rebecca Ghilardi · Itália                       | Lisa Barbieri · Itália                          | Annika Hocke · Alemanha                       |
| Noviço básico                 |                                                 |                                                 |                                               |
| Individual feminino detalhes  | Martina Elisa Rota · Itália                     | Alice Berga · Itália                            | Noemi Arduca · Itália                         |

## Resultados

### Sênior

#### Individual masculino
| Pos.              | Nome                   | Nacionalidade | Pontos | PC         | PL          |
| ----------------- | ---------------------- | ------------- | ------ | ---------- | ----------- |
| Medalha de ouro   | Alexsander Majorov     | Suécia        | 223.53 | 80.26 (1)  | 143.27 (1)  |
| Medalha de prata  | Christopher Calusa     | Filipinas     | 201.57 | 68.66 (2)  | 99.94 (2)   |
| Medalha de bronze | Abzal Rakimgaliyev     | Cazaquistão   | 179.69 | 54.80 (6)  | 96.09 (3)   |
| 4                 | Elladj Balde           | Canadá        | 174.80 | 52.70 (8)  | 92.44 (4)   |
| 5                 | Maurizio Zandron       | Itália        | 170.81 | 57.48 (4)  | 88.88 (5)   |
| 6                 | Felipe Montoya         | Espanha       | 158.85 | 58.91 (3)  | 85.91 (7)   |
| 7                 | Mikael Redin           | Suíça         | 156.63 | 50.88 (10) | 87.36 (6)   |
| 8                 | Javier Raya            | Espanha       | 145.03 | 52.59 (9)  | 132.91 (9)  |
| 9                 | Dario Betti            | Itália        | 141.72 | 45.63 (13) | 79.84 (8)   |
| 10                | Victor Romanenkov      | Estônia       | 141.69 | 55.78 (5)  | 113.33 (12) |
| 11                | Saverio Giacomelli     | Itália        | 140.88 | 53.52 (7)  | 122.10 (11) |
| 12                | Valtter Virtanen       | Finlândia     | 137.93 | 49.05 (11) | 124.89 (10) |
| 13                | Manuel Koll            | Áustria       | 128.82 | 48.98 (12) | 105.75 (13) |
| WD                | Alexsander Zahradnicek | França        | —      | — (WD)     |             |
| WD                | Antonio Panfili        | Itália        | —      | — (WD)     |             |

#### Individual feminino
| Pos.              | Nome               | Nacionalidade | Pontos | PC         | PL         |
| ----------------- | ------------------ | ------------- | ------ | ---------- | ---------- |
| Medalha de ouro   | Valentina Marchei  | Itália        | 163.38 | 54.63 (1)  | 108.75 (1) |
| Medalha de prata  | Sarah Hecken       | Alemanha      | 137.27 | 47.39 (3)  | 89.88 (2)  |
| Medalha de bronze | Anais Ventard      | França        | 130.49 | 54.23 (2)  | 76.26 (5)  |
| 4                 | Roberta Rodeghiero | Itália        | 124.00 | 36.16 (8)  | 87.84 (3)  |
| 5                 | Carol Bressanutti  | Itália        | 124.00 | 42.76 (5)  | 81.24 (4)  |
| 6                 | Francesca Rio      | Itália        | 118.92 | 46.56 (4)  | 72.36 (8)  |
| 7                 | Gerli Liiname      | Estônia       | 115.36 | 41.72 (7)  | 73.64 (6)  |
| 8                 | Kaat Van Daele     | Bélgica       | 115.33 | 42.40 (6)  | 72.93 (7)  |
| 9                 | Reina Hamui        | México        | 106.54 | 35.24 (11) | 71.30 (9)  |
| 10                | Leena Rissanen     | Finlândia     | 99.40  | 33.54 (12) | 65.86 (11) |
| 11                | Briley Pizzelanti  | Itália        | 98.41  | 35.29 (9)  | 63.12 (12) |
| 12                | Ilaria Nogaro      | Itália        | 95.46  | 28.69 (17) | 66.77 (10) |
| 13                | Gabriellle Scalzo  | França        | 91.00  | 32.07 (14) | 58.93 (14) |
| 14                | Michelle Callison  | Reino Unido   | 89.52  | 29.78 (16) | 59.74 (13) |
| 15                | Krista Pitkaniemi  | Finlândia     | 87.09  | 32.68 (13) | 54.41 (16) |
| 16                | Frances Howell     | Reino Unido   | 86.76  | 30.00 (15) | 56.76 (15) |
| 17                | Christine Grill    | Áustria       | 82.87  | 28.46 (18) | 54.41 (17) |
| WD                | Victoria Manni     | Itália        | —      | 35.26 (10) | — (WD)     |
| WD                | Fleur Maxwell      | Luxemburgo    | —      | — (WD)     |            |
| WD                | Nika Ceric         | Eslovênia     | —      | — (WD)     |            |

#### Duplas
| Pos.              | Nome                                   | Nacionalidade | Pontos | PC        | PL         |
| ----------------- | -------------------------------------- | ------------- | ------ | --------- | ---------- |
| Medalha de ouro   | Stefania Berton / Ondrej Hotarek       | Itália        | 187.97 | 67.89 (1) | 120.08 (1) |
| Medalha de prata  | Anastasia Martyusheva / Alexey Rogonov | Rússia        | 159.00 | 49.22 (6) | 109.78 (2) |
| Medalha de bronze | Katarina Gerboldt / Aleksandr Enbert   | Rússia        | 157.68 | 54.57 (3) | 103.11 (3) |
| 4                 | Annabelle Prolb / Ruben Blommaert      | Alemanha      | 156.02 | 57.88 (2) | 98.14 (4)  |
| 5                 | Nicole Della Monica / Matteo Guarise   | Itália        | 149.18 | 53.76 (4) | 95.42 (5)  |
| 6                 | Mari Vartmann / Aaron Van Cleave       | Alemanha      | 146.43 | 51.07 (5) | 95.36 (6)  |
| 7                 | Narumi Takahashi / Ryuichi Kihara      | Japão         | 138.03 | 47.98 (7) | 90.05 (7)  |
| 9                 | Veronika Grigoreva / Artiz Maestu      | Espanha       | 100.33 | 34.93 (9) | 65.40 (8)  |
| 8                 | Amani Fancy / Christopher Boyadji      | Reino Unido   | 106.83 | 42.46 (8) | 64.37 (9)  |
| WD                | Miriam Ziegler / Severin Kiefer        | Áustria       | —      | — (WD)    |            |
| WD                | Meylin Wende / Daniel Wende            | Alemanha      | —      | — (WD)    |            |

### Júnior

#### Individual masculino júnior
| Pos.              | Nome                   | Nacionalidade | Pontos | PC         | PL         |
| ----------------- | ---------------------- | ------------- | ------ | ---------- | ---------- |
| Medalha de ouro   | Kevin Aymoz            | França        | 145.84 | 46.83 (2)  | 99.01 (1)  |
| Medalha de prata  | Alexander Bgelde       | Alemanha      | 140.45 | 43.34 (5)  | 97.11 (2)  |
| Medalha de bronze | Matteo Rizzo           | Itália        | 135.23 | 44.00 (4)  | 91.23 (3)  |
| 4                 | Carlo Vittorio Palermo | Itália        | 126.71 | 47.07 (1)  | 79.64 (6)  |
| 5                 | Alberto Vanz           | Itália        | 118.81 | 38.09 (9)  | 80.72 (5)  |
| 6                 | Giorgio Settembrini    | Itália        | 118.79 | 36.55 (10) | 82.24 (4)  |
| 7                 | Adrien Bannister       | Itália        | 118.08 | 43.25 (6)  | 74.83 (8)  |
| 8                 | Ton Consul             | Espanha       | 114.26 | 39.05 (7)  | 75.21 (7)  |
| 9                 | Simon Gabriel Ionian   | Áustria       | 106.59 | 38.13 (8)  | 68.46 (9)  |
| 10                | Nathan Carriere        | França        | 105.78 | 44.68 (3)  | 61.10 (11) |
| 11                | Marco Zandron          | Itália        | 101.05 | 36.28 (11) | 64.77 (10) |
| 12                | Michel Tsiba           | Países Baixos | 91.45  | 35.63 (12) | 55.82 (12) |
| WD                | Charles Parry Evans    | Reino Unido   | —      | — (WD)     |            |

#### Individual feminino júnior
| Pos.              | Nome                   | Nacionalidade    | Pontos | PC         | PL         |
| ----------------- | ---------------------- | ---------------- | ------ | ---------- | ---------- |
| Medalha de ouro   | Nadjma Mahamoud        | França           | 120.25 | 41.44 (2)  | 78.81 (1)  |
| Medalha de prata  | Kailani Craine         | Austrália        | 118.63 | 42.76 (1)  | 75.87 (2)  |
| Medalha de bronze | Minami Hanashiro       | Alemanha         | 111.92 | 37.58 (4)  | 74.34 (3)  |
| 4                 | Emma Niemi             | Finlândia        | 104.17 | 30.28 (16) | 73.89 (4)  |
| 5                 | Caterina Andermarcher  | Itália           | 103.86 | 32.71 (11) | 71.15 (5)  |
| 6                 | Celine Brunner         | Itália           | 101.46 | 34.75 (7)  | 66.71 (6)  |
| 7                 | Jea Hyrylainen         | Finlândia        | 97.18  | 32.60 (12) | 64.58 (7)  |
| 8                 | Matilde Battagin       | Itália           | 97.16  | 33.28 (10) | 63.88 (8)  |
| 9                 | Martina Zola           | Itália           | 96.16  | 36.53 (5)  | 59.63 (13) |
| 10                | Natalja Gordejeva      | Estônia          | 96.05  | 35.08 (6)  | 60.97 (10) |
| 11                | Jennifer Schmidt       | Alemanha         | 94.41  | 38.17 (3)  | 56.24 (17) |
| 12                | Kristen Spours         | Reino Unido      | 93.28  | 30.13 (17) | 63.15 (9)  |
| 13                | Emily Haiward          | Reino Unido      | 92.58  | 31.64 (13) | 60.94 (11) |
| 14                | Samira Huskic          | Alemanha         | 92.48  | 33.71 (9)  | 58.77 (14) |
| 15                | Nina Larissa Wolfslast | Áustria          | 91.38  | 30.92 (15) | 60.46 (12) |
| 16                | Kathryn Winstanley     | África do Sul    | 89.88  | 31.36 (14) | 58.52 (15) |
| 17                | Louise Jensen          | Suécia           | 86.61  | 33.73 (8)  | 52.88 (20) |
| 18                | Lieselotte Swerts      | Bélgica          | 85.72  | 27.87 (19) | 57.85 (16) |
| 19                | Daria Zaychenko        | República Tcheca | 80.18  | 27.63 (20) | 52.55 (21) |
| 20                | Bahia Taleb            | França           | 79.19  | 23.20 (22) | 55.99 (18) |
| 21                | Victorya Englund       | Suécia           | 79.04  | 25.87 (21) | 53.17 (19) |
| 22                | Katarina Knezevic      | Sérvia           | 78.33  | 29.32 (18) | 49.01 (22) |
| WD                | Chiara Calderone       | Itália           | —      | — (WD)     |            |
| WD                | Bogdana Semyryazhko    | Itália           | —      | — (WD)     |            |

### Noviço

#### Individual masculino noviço
| Pos.              | Nome                | Nacionalidade | Pontos | PC        | PL        |
| ----------------- | ------------------- | ------------- | ------ | --------- | --------- |
| Medalha de ouro   | Marco Bozzuto       | Itália        | 85.55  | 29.30 (2) | 56.25 (1) |
| Medalha de prata  | Nikolaj Majorov     | Suécia        | 85.09  | 29.41 (1) | 55.68 (2) |
| Medalha de bronze | Aleix Gabara        | Espanha       | 76.50  | 26.61 (3) | 49.89 (4) |
| 4                 | Ernesto Martinez    | Espanha       | 74.89  | 22.45 (6) | 52.44 (3) |
| 5                 | Luc Maierhofer      | Áustria       | 72.05  | 25.22 (5) | 46.83 (5) |
| 6                 | Emanuele Indelicato | Itália        | 70.59  | 26.18 (4) | 44.41 (6) |
| 7                 | Gabriele Frangipani | Itália        | 65.70  | 22.23 (7) | 43.47 (7) |
| WD                | Filippo Clerici     | Itália        | —      | 14.17 (8) | — (WD)    |

#### Individual feminino noviço
| Pos.              | Nome                 | Nacionalidade | Pontos | PC         | PL         |
| ----------------- | -------------------- | ------------- | ------ | ---------- | ---------- |
| Medalha de ouro   | Rebecca Ghilardi     | Itália        | 83.60  | 30.93 (1)  | 52.67 (2)  |
| Medalha de prata  | Lisa Barbieri        | Itália        | 80.01  | 27.15 (7)  | 52.86 (1)  |
| Medalha de bronze | Annika Hocke         | Alemanha      | 78.44  | 28.06 (5)  | 50.38 (3)  |
| 4                 | Maria Martinez       | Espanha       | 77.22  | 29.61 (3)  | 47.61 (6)  |
| 5                 | Camilla Cappellin    | Itália        | 76.75  | 30.25 (2)  | 46.50 (8)  |
| 6                 | Martina Manzo        | Itália        | 76.68  | 27.37 (6)  | 49.31 (4)  |
| 7                 | Cassandra Perotin    | França        | 73.22  | 24.02 (15) | 49.20 (5)  |
| 8                 | Sarah Bramms         | França        | 71.89  | 29.00 (4)  | 42.89 (19) |
| 9                 | Maggie Hills         | Suécia        | 71.79  | 25.98 (9)  | 45.81 (10) |
| 10                | Harriet Beatsuon     | Reino Unido   | 71.18  | 24.44 (13) | 46.74 (7)  |
| 11                | Claudia Martinelli   | Itália        | 71.14  | 26.48 (8)  | 44.66 (14) |
| 12                | Chiara Censori       | Itália        | 70.46  | 24.29 (14) | 46.17 (9)  |
| 13                | Zoe Malvica          | Itália        | 69.73  | 23.93 (16) | 45.80 (12) |
| 14                | Paula Monge          | Espanha       | 69.54  | 23.74 (17) | 45.80 (11) |
| 15                | Valentina Mattos     | Espanha       | 69.28  | 23.74 (18) | 45.54 (13) |
| 16                | Valentina Indelicato | Itália        | 69.22  | 25.09 (10) | 44.13 (15) |
| 17                | Chiara Mattana       | Itália        | 67.90  | 24.59 (11) | 43.31 (18) |
| 18                | Gaia Maiorano        | Itália        | 66.80  | 22.90 (21) | 43.90 (16) |
| 19                | Joelle Nasheim       | Áustria       | 65.56  | 21.76 (23) | 43.80 (17) |
| 20                | Belen Alvarez        | Espanha       | 64.30  | 22.72 (22) | 41.58 (21) |
| 21                | Minory Yuge          | Alemanha      | 63.56  | 21.38 (24) | 42.18 (20) |
| 22                | Simona Gospodinova   | Bulgária      | 62.28  | 22.95 (20) | 39.33 (23) |
| 23                | Alisa Stomakhina     | Áustria       | 62.03  | 24.49 (12) | 37.54 (26) |
| 24                | Laura Morath         | Alemanha      | 61.91  | 21.00 (28) | 40.91 (22) |
| 25                | Serena Howard        | Reino Unido   | 60.06  | 20.73 (30) | 39.33 (24) |
| 26                | Alli Rytsole         | Finlândia     | 58.82  | 23.19 (19) | 35.63 (29) |
| 27                | Maria Rodrigues      | Espanha       | 58.38  | 21.14 (26) | 37.24 (28) |
| 28                | Marta Martin         | Espanha       | 57.94  | 19.92 (31) | 38.02 (25) |
| 29                | Laura Barquero       | Espanha       | 56.33  | 21.29 (25) | 35.04 (30) |
| 30                | Karolina Kuokkanen   | Finlândia     | 56.17  | 18.90 (33) | 37.27 (27) |
| 31                | Ingrid Riera         | Espanha       | 54.62  | 21.05 (27) | 33.57 (32) |
| 32                | Amber Britz          | África do Sul | 54.21  | 19.19 (32) | 35.02 (31) |
| 33                | Natalie Beissmann    | Alemanha      | 51.83  | 20.99 (29) | 30.84 (35) |
| 34                | Pamela Croce         | Itália        | 48.58  | 17.50 (34) | 31.08 (34) |
| 35                | Maria Palmitjavila   | Andorra       | 47.35  | 15.40 (35) | 31.95 (33) |
| WD                | Valentina Barbieri   | Itália        | —      | — (WD)     |            |

### Noviço básico

#### Individual feminino noviço básico
| Pos.              | Nome               | Nacionalidade | Pontos | PL        |
| ----------------- | ------------------ | ------------- | ------ | --------- |
| Medalha de ouro   | Martina Elisa Rota | Itália        | 32.37  | 32.37 (1) |
| Medalha de prata  | Alice Berga        | Itália        | 30.82  | 30.82 (2) |
| Medalha de bronze | Noemi Arduca       | Itália        | 30.29  | 30.29 (3) |
| 4                 | Elisa Gatelli      | Itália        | 30.04  | 30.04 (4) |

## Quadro de medalhas
Sênior
| Ordem | País        | Medalha de ouro | Medalha de prata | Medalha de bronze |   | Ordem por total |
| ----- | ----------- | --------------- | ---------------- | ----------------- | - | --------------- |
| 1     | Itália      | 2               |                  |                   | 2 | 1               |
| 2     | Suécia      | 1               |                  |                   | 1 | 3               |
| 3     | Rússia      |                 | 1                | 1                 | 2 | 1               |
| 4     | Alemanha    |                 | 1                |                   | 1 | 3               |
| 4     | Filipinas   |                 | 1                |                   | 1 | 3               |
| 6     | Cazaquistão |                 |                  | 1                 | 1 | 3               |
| 6     | França      |                 |                  | 1                 | 1 | 3               |
| TOTAL | TOTAL       | 3               | 3                | 3                 | 9 | —               |

Geral
| Ordem | País        | Medalha de ouro | Medalha de prata | Medalha de bronze |    | Ordem por total |
| ----- | ----------- | --------------- | ---------------- | ----------------- | -- | --------------- |
| 1     | Itália      | 5               | 3                | 2                 | 10 | 1               |
| 2     | França      | 2               |                  | 1                 | 3  | 3               |
| 3     | Suécia      | 1               | 1                |                   | 2  | 4               |
| 4     | Ucrânia     | 1               |                  |                   | 1  | 6               |
| 5     | Alemanha    |                 | 2                | 2                 | 4  | 2               |
| 6     | Rússia      |                 | 1                | 1                 | 2  | 4               |
| 7     | Austrália   |                 | 1                |                   | 1  | 6               |
| 7     | Filipinas   |                 | 1                |                   | 1  | 6               |
| 9     | Cazaquistão |                 |                  | 1                 | 1  | 6               |
| 9     | Espanha     |                 |                  | 1                 | 1  | 6               |
| TOTAL | TOTAL       | 9               | 9                | 8                 | 26 | —               |